# Uruguai a la Copa del Món de futbol

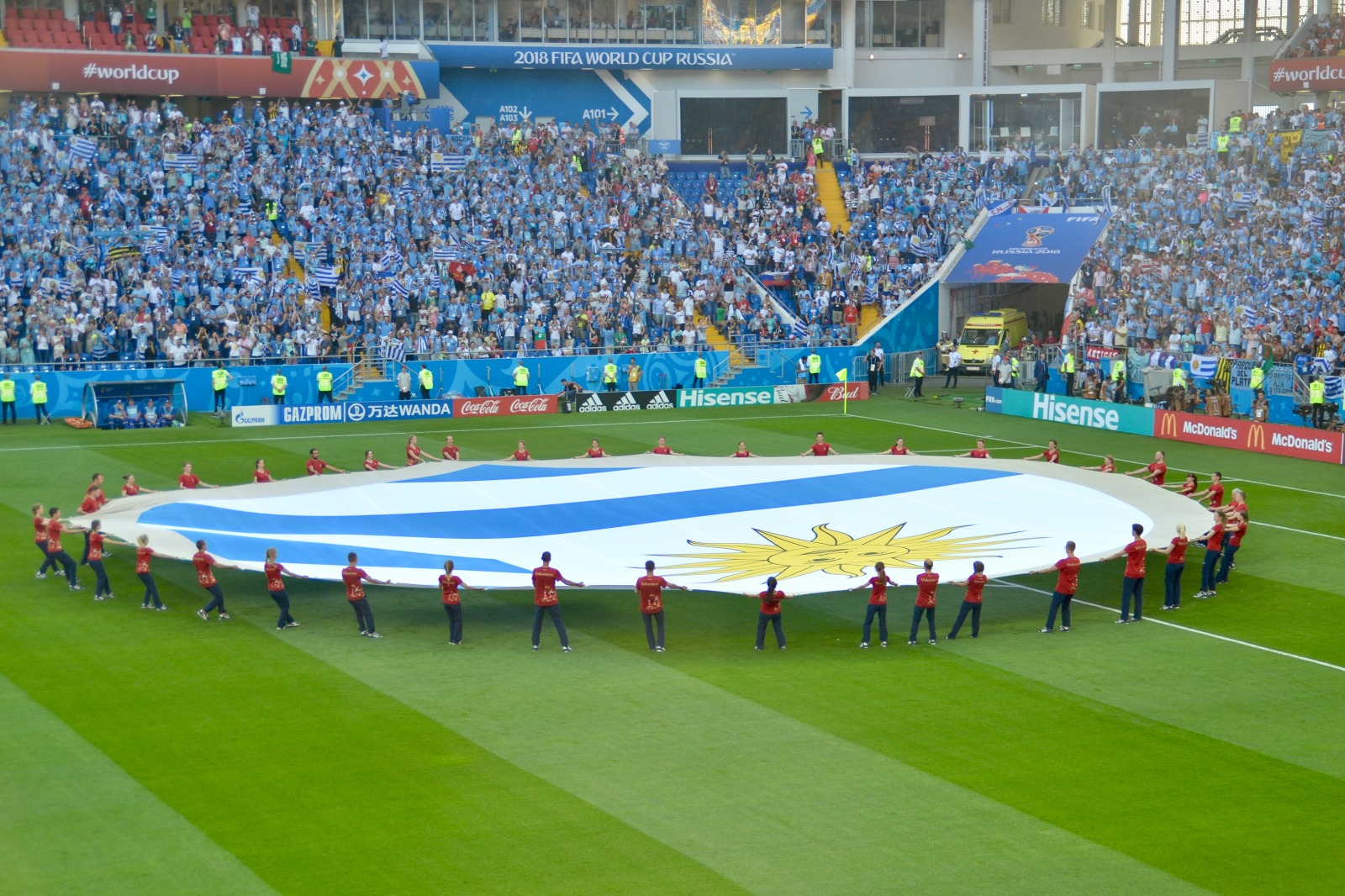
Aficionats d'Uruguai a la Copa del Món de 2018, celebrada Rússia.

Aquest és el registre dels resultats de l'Uruguai a la Copa del Món de futbol.
Uruguai ha guanyat dues Copes del Món, incloent la primera edició de la història, la de 1930, després de batre l'Argentina per 4 a 2 a la final. Van guanyar el segon títol el 1950, superant els amfitrions, Brasil, per 2 a 1 al partit final.

## Resum d'actuacions
Campions      Finalistes      Tercers      Quarts
Un requadre vermell indica que eren amfitrions del campionat.
| Historial a la Copa del Món | Historial a la Copa del Món | Historial a la Copa del Món | Historial a la Copa del Món | Historial a la Copa del Món | Historial a la Copa del Món | Historial a la Copa del Món | Historial a la Copa del Món | Historial a la Copa del Món |
| Edició                      | Fase                        | Posició                     | PJ                          | PG                          | PE                          | PP                          | GF                          | GC                          |
| --------------------------- | --------------------------- | --------------------------- | --------------------------- | --------------------------- | --------------------------- | --------------------------- | --------------------------- | --------------------------- |
| 1930                        | Campions                    | 1s                          | 4                           | 4                           | 0                           | 0                           | 15                          | 3                           |
| 1934                        | No hi participaren          | No hi participaren          | No hi participaren          | No hi participaren          | No hi participaren          | No hi participaren          | No hi participaren          | No hi participaren          |
| 1938                        | No hi participaren          | No hi participaren          | No hi participaren          | No hi participaren          | No hi participaren          | No hi participaren          | No hi participaren          | No hi participaren          |
| 1950                        | Campions                    | 1s                          | 4                           | 3                           | 1                           | 0                           | 15                          | 5                           |
| 1954                        | Semifinals                  | 4s                          | 5                           | 3                           | 0                           | 2                           | 16                          | 9                           |
| 1958                        | No es classificaren         | No es classificaren         | No es classificaren         | No es classificaren         | No es classificaren         | No es classificaren         | No es classificaren         | No es classificaren         |
| 1962                        | Primera fase                | 12s                         | 3                           | 1                           | 0                           | 2                           | 4                           | 6                           |
| 1966                        | Quarts de final             | 7s                          | 4                           | 1                           | 2                           | 1                           | 2                           | 5                           |
| 1970                        | Semifinals                  | 4s                          | 6                           | 2                           | 1                           | 3                           | 4                           | 5                           |
| 1974                        | Primera fase                | 13s                         | 3                           | 0                           | 1                           | 2                           | 1                           | 6                           |
| 1978                        | No es classificaren         | No es classificaren         | No es classificaren         | No es classificaren         | No es classificaren         | No es classificaren         | No es classificaren         | No es classificaren         |
| 1982                        | No es classificaren         | No es classificaren         | No es classificaren         | No es classificaren         | No es classificaren         | No es classificaren         | No es classificaren         | No es classificaren         |
| 1986                        | Vuitens de final            | 16s                         | 4                           | 0                           | 2                           | 2                           | 2                           | 8                           |
| 1990                        | Vuitens de final            | 16s                         | 4                           | 1                           | 1                           | 2                           | 2                           | 5                           |
| 1994                        | No es classificaren         | No es classificaren         | No es classificaren         | No es classificaren         | No es classificaren         | No es classificaren         | No es classificaren         | No es classificaren         |
| 1998                        | No es classificaren         | No es classificaren         | No es classificaren         | No es classificaren         | No es classificaren         | No es classificaren         | No es classificaren         | No es classificaren         |
| 2002                        | Primera fase                | 26s                         | 3                           | 0                           | 2                           | 1                           | 4                           | 5                           |
| 2006                        | No es classificaren         | No es classificaren         | No es classificaren         | No es classificaren         | No es classificaren         | No es classificaren         | No es classificaren         | No es classificaren         |
| 2010                        | Semifinals                  | 4s                          | 7                           | 3                           | 2                           | 2                           | 11                          | 8                           |
| 2014                        | Vuitens de final            | 12s                         | 4                           | 2                           | 0                           | 2                           | 4                           | 6                           |
| 2018                        | Quarts de final             | 5s                          | 5                           | 4                           | 0                           | 1                           | 7                           | 3                           |
| 2022                        | Primera fase                | 20s                         | 3                           | 1                           | 1                           | 1                           | 2                           | 2                           |
| 2026                        | Pendent                     | Pendent                     | Pendent                     | Pendent                     | Pendent                     | Pendent                     | Pendent                     | Pendent                     |
| 2030                        | Pendent                     | Pendent                     | Pendent                     | Pendent                     | Pendent                     | Pendent                     | Pendent                     | Pendent                     |
| 2034                        | Pendent                     | Pendent                     | Pendent                     | Pendent                     | Pendent                     | Pendent                     | Pendent                     | Pendent                     |
| Total                       | 2 títols                    | 2 títols                    | 59                          | 25                          | 13                          | 21                          | 89                          | 76                          |

## Uruguai 1930

### Primera fase: Grup 3
| Pos | Equip   | PJ | PG | PE | PP | GF | GC | DG | Pts | Classificació       |
| --- | ------- | -- | -- | -- | -- | -- | -- | -- | --- | ------------------- |
| 1   | Uruguai | 2  | 2  | 0  | 0  | 5  | 0  | +5 | 4   | Avança a semifinals |
| 2   | Romania | 2  | 1  | 0  | 1  | 3  | 5  | −2 | 2   |                     |
| 3   | Perú    | 2  | 0  | 0  | 2  | 1  | 4  | −3 | 0   |                     |

| Uruguai    | 1–0     | Perú |
| ---------- | ------- | ---- |
| Castro 65' | Informe |      |

| Uruguai                                         | 4–0     | Romania |
| ----------------------------------------------- | ------- | ------- |
| Dorado 7' · Scarone 26' · Anselmo 31' · Cea 35' | Informe |         |

### Segona fase
|  | Semifinals                | Semifinals |                           |   | Final | Final |
|  |                           |            |                           |   |       |       |
|  | 26 de juliol – Montevideo |            |                           |   |       |       |
|  |                           |            |                           |   |       |       |
|  | Argentina                 | 6          |                           |   |       |       |
|  | Argentina                 | 6          | 30 de juliol – Montevideo |   |       |       |
|  | Estats Units              | 1          |                           |   |       |       |
|  | Estats Units              | 1          | Argentina                 | 2 |       |       |
|  | 27 de juliol – Montevideo |            | Argentina                 | 2 |       |       |
|  |                           | Uruguai    | 4                         |   |       |       |
|  | Uruguai                   | Uruguai    | 4                         | 6 |       |       |
|  | Uruguai                   |            |                           | 6 |       |       |
|  | Iugoslàvia                | 1          |                           |   |       |       |
|  | Iugoslàvia                | 1          |                           |   |       |       |

#### Semifinals
| Uruguai                                            | 6–1 | Iugoslàvia     |
| -------------------------------------------------- | --- | -------------- |
| Cea 18', 67', 72' · Anselmo 20', 31' · Iriarte 61' |     | Vujadinović 4' |

#### Final
| Uruguai                                         | 4–2 | Argentina                  |
| ----------------------------------------------- | --- | -------------------------- |
| Dorado 12' · Cea 57' · Iriarte 68' · Castro 89' |     | Peucelle 20' · Stábile 37' |

## Brasil 1950

### Primera fase: Grup 4
| Pos | Equip   | PJ | PG | PE | PP | GF | GC | DG | Pts | Classificació            |
| --- | ------- | -- | -- | -- | -- | -- | -- | -- | --- | ------------------------ |
| 1   | Uruguai | 1  | 1  | 0  | 0  | 8  | 0  | +8 | 2   | Avança a la segona fase  |
| 2   | Bolívia | 1  | 0  | 0  | 1  | 0  | 8  | −8 | 0   |                          |
| 3   | França  | 0  | 0  | 0  | 0  | 0  | 0  | 0  | 0   | Renuncià a participar-hi |

| Uruguai                                                                          | 8–0     | Bolívia |
| -------------------------------------------------------------------------------- | ------- | ------- |
| Míguez 14', 40', 51' · Vidal 18' · Schiaffino 23', 54' · Pérez 83' · Ghiggia 87' | Informe |         |

### Segona fase: Grup final
| Pos | Equip   | PJ | PG | PE | PP | GF | GC | DG  | Pts |
| --- | ------- | -- | -- | -- | -- | -- | -- | --- | --- |
| 1   | Uruguai | 3  | 2  | 1  | 0  | 7  | 5  | +2  | 5   |
| 2   | Brasil  | 3  | 2  | 0  | 1  | 14 | 4  | +10 | 4   |
| 3   | Suècia  | 3  | 1  | 0  | 2  | 6  | 11 | −5  | 2   |
| 4   | Espanya | 3  | 0  | 1  | 2  | 4  | 11 | −7  | 1   |

| Uruguai                  | 2–2     | Espanya         |
| ------------------------ | ------- | --------------- |
| Ghiggia 29' · Varela 73' | Informe | Basora 37', 39' |

| Uruguai                       | 3–2     | Suècia                    |
| ----------------------------- | ------- | ------------------------- |
| Ghiggia 39' · Míguez 77', 85' | Informe | Palmér 5' · Sundqvist 40' |

| Uruguai                      | 2–1     | Brasil     |
| ---------------------------- | ------- | ---------- |
| Schiaffino 66' · Ghiggia 79' | Informe | Friaça 47' |

## Suïssa 1954

### Primera fase: Grup 3
| Pos | Equip          | PJ | PG | PE | PP | GF | GC | DG | Pts | Classificació           |
| --- | -------------- | -- | -- | -- | -- | -- | -- | -- | --- | ----------------------- |
| 1   | Uruguai        | 2  | 2  | 0  | 0  | 9  | 0  | +9 | 4   | Avança a la segona fase |
| 2   | Àustria        | 2  | 2  | 0  | 0  | 6  | 0  | +6 | 4   | Avança a la segona fase |
| 3   | Txecoslovàquia | 2  | 0  | 0  | 2  | 0  | 7  | −7 | 0   |                         |
| 4   | Escòcia        | 2  | 0  | 0  | 2  | 0  | 8  | −8 | 0   |                         |

| Uruguai                     | 2–0     | Txecoslovàquia |
| --------------------------- | ------- | -------------- |
| Míguez 71' · Schiaffino 84' | Informe |                |

| Uruguai                                                   | 7–0     | Escòcia |
| --------------------------------------------------------- | ------- | ------- |
| Borges 17', 47', 57' · Míguez 30', 83' · Abbadie 54', 85' | Informe |         |

### Segona fase

#### Quarts de final
| Uruguai                                               | 4–2     | Anglaterra                 |
| ----------------------------------------------------- | ------- | -------------------------- |
| Borges 5' · Varela 39' · Schiaffino 46' · Ambrois 78' | Informe | Lofthouse 16' · Finney 67' |

#### Semifinals
| Hongria                                        | 4–2 (pr.) | Uruguai          |
| ---------------------------------------------- | --------- | ---------------- |
| Czibor 13' · Hidegkuti 46' · Kocsis 111', 116' | Informe   | Hohberg 75', 86' |

#### Partit pel tercer lloc
| Àustria                                           | 3–1     | Uruguai     |
| ------------------------------------------------- | ------- | ----------- |
| Stojaspal 16' (p.) · Cruz 59' (p.p.) · Ocwirk 89' | Informe | Hohberg 22' |

## Xile 1962

### Primera fase: Grup 1
| Pos | Equip          | PJ | PG | PE | PP | GF | GC | GR    | Pts | Classificació           |
| --- | -------------- | -- | -- | -- | -- | -- | -- | ----- | --- | ----------------------- |
| 1   | Unió Soviètica | 3  | 2  | 1  | 0  | 8  | 5  | 1,600 | 5   | Avança a la segona fase |
| 2   | Iugoslàvia     | 3  | 2  | 0  | 1  | 8  | 3  | 2,667 | 4   | Avança a la segona fase |
| 3   | Uruguai        | 3  | 1  | 0  | 2  | 4  | 6  | 0,667 | 2   |                         |
| 4   | Colòmbia       | 3  | 0  | 1  | 2  | 5  | 11 | 0,455 | 1   |                         |

| Uruguai                 | 2–1     | Colòmbia         |
| ----------------------- | ------- | ---------------- |
| Cubilla 56' · Sasía 75' | Informe | Zuluaga 19' (p.) |

| Iugoslàvia                                  | 3–1     | Uruguai     |
| ------------------------------------------- | ------- | ----------- |
| Skoblar 25' (p.) · Galić 29' · Jerković 49' | Informe | Cabrera 19' |

| Unió Soviètica           | 2–1     | Uruguai   |
| ------------------------ | ------- | --------- |
| Mamykin 38' · Ivanov 89' | Informe | Sasía 54' |

## Anglaterra 1966

### Primera fase: Grup 1
| Pos | Equip      | PJ | PG | PE | PP | GF | GC | GR    | Pts | Classificació           |
| --- | ---------- | -- | -- | -- | -- | -- | -- | ----- | --- | ----------------------- |
| 1   | Anglaterra | 3  | 2  | 1  | 0  | 4  | 0  | —     | 5   | Avança a la segona fase |
| 2   | Uruguai    | 3  | 1  | 2  | 0  | 2  | 1  | 2,000 | 4   | Avança a la segona fase |
| 3   | Mèxic      | 3  | 0  | 2  | 1  | 1  | 3  | 0,333 | 2   |                         |
| 4   | França     | 3  | 0  | 1  | 2  | 2  | 5  | 0,400 | 1   |                         |

| Anglaterra | 0–0     | Uruguai |
| ---------- | ------- | ------- |
|            | Informe |         |

| Uruguai                | 2–1     | França                |
| ---------------------- | ------- | --------------------- |
| Rocha 26' · Cortés 31' | Informe | De Bourgoing 15' (p.) |

| Mèxic | 0–0     | Uruguai |
| ----- | ------- | ------- |
|       | Informe |         |

### Segona fase

#### Quarts de final
| Alemanya Occidental                            | 4–0     | Uruguai |
| ---------------------------------------------- | ------- | ------- |
| Haller 11', 83' · Beckenbauer 70' · Seeler 75' | Informe |         |

## Mèxic 1970

### Primera fase: Grup 2
| Pos | Equip   | PJ | PG | PE | PP | GF | GC | DG | Pts | Classificació           |
| --- | ------- | -- | -- | -- | -- | -- | -- | -- | --- | ----------------------- |
| 1   | Itàlia  | 3  | 1  | 2  | 0  | 1  | 0  | +1 | 4   | Avança a la segona fase |
| 2   | Uruguai | 3  | 1  | 1  | 1  | 2  | 1  | +1 | 3   | Avança a la segona fase |
| 3   | Suècia  | 3  | 1  | 1  | 1  | 2  | 2  | 0  | 3   |                         |
| 4   | Israel  | 3  | 0  | 2  | 1  | 1  | 3  | −2 | 2   |                         |

| Uruguai                  | 2–0     | Israel |
| ------------------------ | ------- | ------ |
| Maneiro 23' · Mujica 50' | Informe |        |

| Uruguai | 0–0     | Itàlia |
| ------- | ------- | ------ |
|         | Informe |        |

| Suècia    | 1-0     | Uruguai |
| --------- | ------- | ------- |
| Grahn 90' | Informe |         |

### Segona fase

#### Quarts de final
| Unió Soviètica | 0–1 (pr.) | Uruguai        |
| -------------- | --------- | -------------- |
|                | Informe   | Espárrago 117' |

#### Semifinals
| Brasil                                       | 3-1     | Uruguai     |
| -------------------------------------------- | ------- | ----------- |
| Clodoaldo 44' · Jairzinho 76' · Rivelino 89' | Informe | Cubilla 19' |

#### Partit pel tercer lloc
| Alemanya Occidental | 1–0     | Uruguai |
| ------------------- | ------- | ------- |
| Overath 26'         | Informe |         |

## Alemanya Occidental 1974

### Primera fase: Grup 3
| Pos | Equip         | PJ | PG | PE | PP | GF | GC | DG | Pts | Classificació           |
| --- | ------------- | -- | -- | -- | -- | -- | -- | -- | --- | ----------------------- |
| 1   | Països Baixos | 3  | 2  | 1  | 0  | 6  | 1  | +5 | 5   | Avança a la segona fase |
| 2   | Suècia        | 3  | 1  | 2  | 0  | 3  | 0  | +3 | 4   | Avança a la segona fase |
| 3   | Bulgària      | 3  | 0  | 2  | 1  | 2  | 5  | −3 | 2   |                         |
| 4   | Uruguai       | 3  | 0  | 1  | 2  | 1  | 6  | −5 | 1   |                         |

| Uruguai | 0–2     | Països Baixos |
| ------- | ------- | ------------- |
|         | Informe | Rep 7', 86'   |

| Bulgària  | 1–1     | Uruguai    |
| --------- | ------- | ---------- |
| Bónev 75' | Informe | Pavoni 87' |

| Suècia                          | 3–0     | Uruguai |
| ------------------------------- | ------- | ------- |
| Edström 46', 77' · Sandberg 74' | Informe |         |

## Mèxic 1986

### Primera fase: Grup E
| Pos | Equip               | PJ | PG | PE | PP | GF | GC | DG | Pts | Classificació                      |
| --- | ------------------- | -- | -- | -- | -- | -- | -- | -- | --- | ---------------------------------- |
| 1   | Dinamarca           | 3  | 3  | 0  | 0  | 9  | 1  | +8 | 6   | Avança a la fase final             |
| 2   | Alemanya Occidental | 3  | 1  | 1  | 1  | 3  | 4  | −1 | 3   | Avança a la fase final             |
| 3   | Uruguai             | 3  | 0  | 2  | 1  | 2  | 7  | −5 | 2   | Opta a una plaça per la fase final |
| 4   | Escòcia             | 3  | 0  | 1  | 2  | 1  | 3  | −2 | 1   |                                    |

| Uruguai      | 1–1     | Alemanya Occidental |
| ------------ | ------- | ------------------- |
| Alzamendi 4' | Informe | Allofs 84'          |

| Alemanya Occidental     | 2–1     | Escòcia      |
| ----------------------- | ------- | ------------ |
| Völler 23' · Allofs 49' | Informe | Strachan 18' |

| Escòcia | 0–0     | Uruguai |
| ------- | ------- | ------- |
|         | Informe |         |

#### Tria dels millors tercers
| Pos | Equip            | PJ | PG | PE | PP | GF | GC | DG | Pts | Classificació          |
| --- | ---------------- | -- | -- | -- | -- | -- | -- | -- | --- | ---------------------- |
| 1   | Bèlgica          | 3  | 1  | 1  | 1  | 5  | 5  | 0  | 3   | Avança a la fase final |
| 2   | Polònia          | 3  | 1  | 1  | 1  | 1  | 3  | −2 | 3   | Avança a la fase final |
| 3   | Bulgària         | 3  | 0  | 2  | 1  | 2  | 4  | −2 | 2   | Avança a la fase final |
| 4   | Uruguai          | 3  | 0  | 2  | 1  | 2  | 7  | −5 | 2   | Avança a la fase final |
| 5   | Hongria          | 3  | 1  | 0  | 2  | 2  | 9  | −7 | 2   |                        |
| 6   | Irlanda del Nord | 3  | 0  | 1  | 2  | 2  | 6  | −4 | 1   |                        |

### Segona fase

#### Vuitens de final
| Argentina    | 1–0     | Uruguai |
| ------------ | ------- | ------- |
| Pasculli 42' | Informe |         |

## Rússia 2018

### Primera fase: Grup A
| Pos | Equip          | PJ | PG | PE | PP | GF | GC | DG | Pts | Classificació        |
| --- | -------------- | -- | -- | -- | -- | -- | -- | -- | --- | -------------------- |
| 1   | Uruguai        | 3  | 3  | 0  | 0  | 5  | 0  | +5 | 9   | Avança a segona fase |
| 2   | Rússia (H)     | 3  | 2  | 0  | 1  | 8  | 4  | +4 | 6   | Avança a segona fase |
| 3   | Aràbia Saudita | 3  | 1  | 0  | 2  | 2  | 7  | −5 | 3   |                      |
| 4   | Egipte         | 3  | 0  | 0  | 3  | 2  | 6  | −4 | 0   |                      |

| Egipte | 0–1     | Uruguai     |
| ------ | ------- | ----------- |
|        | Informe | Giménez 89' |

| Uruguai    | 1–0     | Aràbia Saudita |
| ---------- | ------- | -------------- |
| Suárez 23' | Informe |                |

| Uruguai                                       | 3–0     | Rússia        |
| --------------------------------------------- | ------- | ------------- |
| Suárez 10' · Txérixev 23' (p.p.) · Cavani 90' | Informe | Smólnikov 36' |

### Segona fase

#### Vuitens de final
| Uruguai        | 2–1     | Portugal |
| -------------- | ------- | -------- |
| Cavani 7', 62' | Informe | Pepe 55' |

#### Quarts de final
| Uruguai | 0–2     | França                     |
| ------- | ------- | -------------------------- |
|         | Informe | Varane 40' · Griezmann 61' |